# Headingley

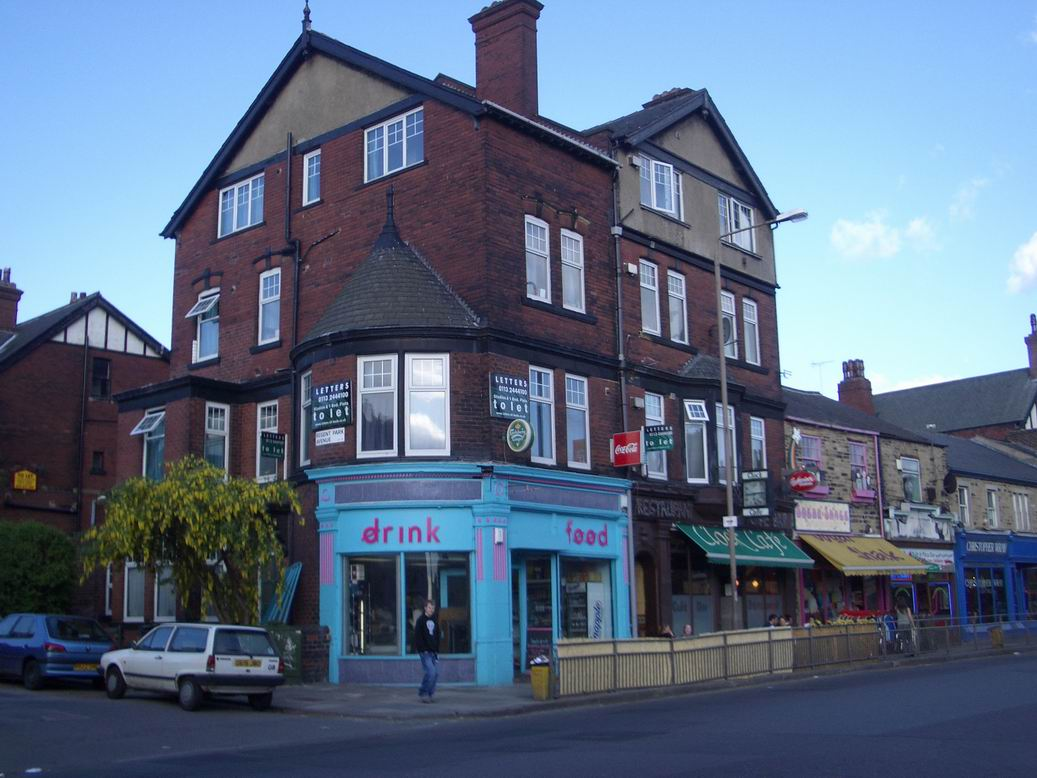
Headingley Lane, Leeds

Headingley este un cartier renumit din Leeds, comitatul West Yorkshire, Regatul Unit situat la aproximativ 2-3 kilometri de centrul orașului spre nord, de-a lungul șoselei naționale A660.
Deoarece este aproape de campusurile celor două mari universități din Leeds, University of Leeds și Leeds Metropolitan University, cartierul a devenit o zonă foarte populată de studenți, care au devenit majoritari în zonă. Acest lucru a avut deopotrivă consecințe pozitive și negative. Pozitive: infuzia masivă de bani, ceea ce a dus, spre exemplu, la îmbunătățirea transportului în comun din zonă, dar și la o serie de alte beneficii. Negative: casele în care locuiesc studenții sunt adeseori lăsate în paragină de către proprietari, care nu sunt neapărat interesați de oferirea unor condiții bune chiriașilor, ci mai degrabă sunt interesați de obținerea unor profituri cât mai mari.
Headingley este, de asemenea, foarte cunoscut în cercurile sportive din Regatul Unit datorită stadioanelor sale de cricket Yorkshire County Cricket Club și de rugby, pe care joacă echipa de rugby league Leeds Rhinos și echipa de rugby Leeds Tykes.